# François Louis Bourgeois
Pour les articles homonymes, voir Bourgeois.
Ne doit pas être confondu avec Louis Bourgeois (personnalité politique) ou Jean-Louis Bourgeois.
François Louis Bourgeois, né le 11 avril 1765 à Saint-Saphorin-sur-Morges et mort le 3 novembre 1836 à Lausanne, est un avocat et une personnalité politique suisse.

## Biographie
De confession protestante, originaire de Saint-Saphorin-sur-Morges, d'Aclens et de Cossonay, François Louis Bourgeois est le fils de Francois-André Bourgeois, juge de consistoire, et d'Anne Marie Poget. Il est avocat à Morges, puis juge au tribunal du district de Morges en 1803 et au tribunal d'appel de 1813 à 1814. Il termine sa carrière comme juge d'appel de 1832 à 1836.

### Parcours politique
François Louis Bourgeois est député de Saint-Saphorin-sur-Morges et de villages de la région à l'Assemblée représentative provisoire du Pays de Vaud en 1798, puis membre du Grand Conseil helvétique dès 1798 ; il en est exclu en 1801. Il est ensuite conseiller de légation à la Diète en 1803 et député au Grand Conseil vaudois de 1803 à 1830. Conseiller d'État du 4 août 1814 à la Révolution libérale de décembre 1830, il est trois fois le landaman du gouvernement. Il s'oppose notamment en 1826 à une motion de Frédéric-César de La Harpe demandant la libéralisation des institutions. Il est évincé du gouvernement en 1831,.